# Palol
Palol – francuska miejscowość w regionie Oksytania, w departamencie Pireneje Wschodnie, w okręgu Céret.
Według danych INE z 2005 roku miejscowość zamieszkiwało 16 osób.